# Alder, Washington
Alder är en ort i Pierce County i delstaten Washington, USA.